# Přírodovědecká fakulta Univerzity Jana Evangelisty Purkyně
Přírodovědecká fakulta (PřF) Univerzity Jana Evangelisty Purkyně v Ústí nad Labem (UJEP)  byla založena 4. listopadu 2005 po souhlasném stanovisku Akreditační komise vlády České republiky ze dne 14. září 2005 na zasedání v Havlíčkově Brodě. Je největší pedagogicko-výzkumnou institucí v ústeckém regionu s přírodovědným zaměřením.

## Obecně
Posláním Přírodovědecké fakulty je pěstování výuky a rozvoj poznání v přírodovědných oborech. Hlavní pozornost je zaměřena na počítačovou fyziku, počítačové metody a simulace, problematiku metodologie molekulárních simulací a jejich aplikací na problémy fyziky, chemie a chemického inženýrství, modelování energetických procesů ve sluneční atmosféře se zaměřením na fyziku erupcí, dále na fyziku plazmatu, plazmochemii, fyziku tenkých vrstev a povrchů, výzkum elektrochemických biosenzorů pro environmentální analýzu, mikrobiologii a biologii rostlin a živočichů, aplikovanou geografii, environmentální geografii, krajinnou ekologii, syntézy krajiny, krajinné plánování a instrumentální metody analytické chemie. Neméně důležitým cílem je výrazně posilovat vědecko-výzkumnou základnu UJEP v oblasti přírodních věd, docílit jejího výraznějšího zapojení do evropského výzkumného prostoru a sítí mezinárodní spolupráce a zajišťovat vysokoškolské vzdělání všech tří stupňů (Bc., Mgr., Ph.D.) jak pro odborníky v přírodovědných oborech, tak pro přípravu učitelů pro 2. stupeň základních škol a pro střední školy v přírodovědných předmětech. Přírodovědecká fakulta proto zajišťuje výuku studentů Pedagogické fakulty ve většině přírodovědně zaměřených studijních programů „Učitelství pro ZŠ“ a „Učitelství pro SŠ“.
Jedním z hlavních cílů fakulty je připravovat své absolventy tak, aby se dobře uplatnili na trhu práce, nebo aby se mohli věnovat vědecké práci.

## Historie fakulty
Studium přírodovědných oborů bylo tradičně spojeno s Pedagogickou fakultou UJEP, proto byly katedry její součástí, v letech 1991–2005 pak jako pracoviště univerzity. Krátkodobým předchůdcem fakulty byl Ústav přírodních věd, který vznikl usnesením Akademického senátu Univerzity J. E. Purkyně v Ústí nad Labem ze dne 25. listopadu 2004. Datem vzniku ústavu byl stanoven 1. duben 2005. K tomuto datu přešly na tuto nově vzniklou součást UJEP katedry biologie, fyziky, geografie, chemie a informatiky. Následně 1. října 2005 vznikla na ústavu katedra matematiky, na kterou přešla část pracovníků z katedry matematiky Pedagogické fakulty UJEP. Akreditační komise vlády ČR souhlasila na svém zasedání, které proběhlo 1. a 2. února 2005 v Pelhřimově, s rozšířením akreditace vybraných bakalářských, magisterských a doktorských studijních programů. Těmito studijními programy byly programy Fyzika, Aplikovaná informatika a Geografie. 

## Sídlo fakulty
V letech 2005–2020 měla fakulta sídlo na adrese České mládeže 360/8 ve čtvrti Klíše. Po dokončení budovy Centra přírodovědných a technických oborů (CPTO) v červnu 2020 má fakulta sídlo v této budově na adrese Pasteurova 3632/15 v areálu kampusu UJEP, v blízkosti budovy rektorátu a budovy Fakulty strojního inženýrství. V budově sídlí rovněž Fakulta životního prostředí. 

## Součásti fakulty
Katedry
- katedra biologie
- katedra fyziky
- katedra geografie
- katedra chemie
- katedra informatiky
- katedra matematiky

Centrum nanomateriálů a biotechnologií (CENAB)
Centrum podpory přírodovědného vzdělávání (od 1. 3. 2020) 

## Vedení fakulty
- doc. RNDr. Michal Varady, Ph.D. – děkan
- RNDr. Regina Herma, Ph.D. – proděkanka pro vnější a zahraniční vztahy
- Mgr. Michaela Liegertová, Ph.D. – proděkanka pro rozvoj a kvalitu
- RNDr. Martin Švec, Ph.D. – proděkan pro studium
- PhDr. Jaroslav Zukerstein, Ph.D. – proděkan pro vědu a výzkum
- Ing. Petr Lauterbach – tajemník